# الطريق الأوروبي E44
الطريق الأوروبي E44 هو طريق أوروبي، يربط بين لوهافر - أميان - شارلفيل - ميزيير - لوكسمبورغ - ترير - كوبلنز - فتسلار.